# Aakre (Elva)
Aakre est un village de la commune d'Elva, situé dans le comté de Tartu en Estonie. De 1992 jusqu'à la réorganisation administrative d'octobre 2017, il faisait partie de la commune de Puka dans le comté de Valga.
En 2020, la population s'élevait à 274 habitants.
Le village possède un ancien manoir reconstruit en 1934 qui abrite une école,.